# لوك نياكادجا

## المسار السياسي

### في الأمم المتحدة
لوك نياكادجا (بالحروف اللاتينية: لوك نياكادجا ) مهندس معماري وسياسي من دولة بنين غرب أفريقيا. شغل منصب أمين عام تنفيذي ل اتفاقية الأمم المتحدة لمكافحة التصحر وتدهور الأراضي والجفاف خلال ولايتين امتدتا من 1 أكتوبر 2007 إلى 30 سبتمبر 2013.

### في بنين
شغل نياكادجا منصب وزير البيئة والإسكان والتعمير من يونيو 1999 إلى فبراير 2005 على عهد رئيس بنين ماثيو كيريكو الذي وصل إلى الحكم في أكتوبر 1972 وقام بتشكيل نظام عسكري قوي، تم الانقلاب عليه مدنيا بقيادة الرئيس كريكو في بداية التسعينات لاحتواء الغضب الشعبي ضد الفساد وتدهور ظروف العيش. وصارت بنين هي أول دولة أفريقية جنوب الصحراء تشهد ما سمي بالانقلاب المدني على نظام الحزب الواحد وسيطرة العسكريين.
ترشح لوك نياكادجا للانتخابات الرئاسية التي جرت في مارس 2006 كمرشح وحيد عن حركة أونفول ضمن 25 مرشحا تنافسوا على خلافة الرئيس كيريكو الذي تخطى سن السبعين المسموح بها للترشح وفق دستور البلاد. وتميزت تلك الانتخابات بأنها الرابعة من نوعها بعد إرساء نظام الديمقراطية والتعددية في التسعينات، والأولى من نوعها منذ السبعينات بدون الرئيس القوي كيريكو.

## جوائز ومكافآت
حاز نياكادجا في 2003 وهو في الحكومة البنينية على جائزة البنك الدولي غرين أواردز 2002 تشجيعا على جهوده في مجال التنمية المستدامة. وفي 17 نوفمبر 2014، حصل نياكادجا على جائزة جيفري كوك في مجال الهندسة المعمارية للصحاري خلال المؤتمر الدولي السنوي الخامس حول الأراضي الجافة والصحارى والتصحر المنظم بجامعة بن غوريون في النقب.

## السيرة الذاتية
ازداد نياكادجا بمدينة بورتو نوفو في 19 أكتوبر 1958، وهو متزوج وأب لثلاثة أبناء.